# Moritz von Bissing
Moritz Ferdinand von Bissing (Ober Bellmannsdorf, 30 gennaio 1844 – Trois Fontaines, 18 aprile 1917) è stato un generale tedesco, veterano della guerra austro-prussiana e di quella franco-prussiana, che ricoprì in seguito l'incarico di aiutante di campo dell'Imperatore Guglielmo II. Nel corso della prima guerra mondiale fu Governatore militare del Belgio dal 28 novembre 1914 alla data della sua morte.

## Biografia
Nacque a Ober Bellmannsdorf, nella provincia della Slesia, il 30 gennaio 1844 figlio di Moritz von Bissing (1802-1860), membro dell'aristocrazia terriera e di Dorothea Freiin von Gall (1800-1847). Nel 1865 entrò nell'esercito prussiano con il grado di tenente, assegnato all'Arma di cavalleria. Prese parte alla guerra austro-prussiana (1866), e in seguito a quella franco-prussiana (1870-1871).
Il 22 agosto 1872 sposò a Dresda la signorina Myrrha Wesendonck, e il loro figlio maggiore Friedrich Wilhelm Freiherr von Bissing (1873-1956) fu un famoso egittologo. 
Nel 1882 servì come rittmeister presso il Reggimento Ussari "König Wilhelm I" (1. Rheinisches) Nr. 7. di stanza a Bonn, passando nel 1883 allo Generalstab.
Nel 1887, con il grado di maggiore, fu nominato aiutante di campo del Principe ereditario Guglielmo, diventando aiutante di campo del re dopo che suo padre, Federico III morì il 15 giugno 1888. Ricoprì tale incarico fino al 1889, servendo nella cavalleria della guardia imperiale come comandante del Reggimento corazzieri "von Driesen" (Westfälisches) Nr. 4. La sua carriera militare continuò brillantemente, nel 1894 fu promosso generalmajor, e nel 1897 generalleutnant assumendo il comando della 29ª Divisione di fanteria. Nel maggio 1901  assunse il comando del VII Corpo d'Armata di stanza a Münster, e il 27 gennaio 1902 fu nominato general der kavallerie. Nell'agosto 1907 fu sostituito al comando del corpo d'armata dal generale Georg von Waldersee, e l'anno successivo abbandòno il servizio attivo.
A partire dal 1908 visse in ritiro dapprima a Groß Gräditz, e poi a Landkreis Glogau (Bassa Slesia), dove dedicò a opere di beneficenza a favore della gioventù.

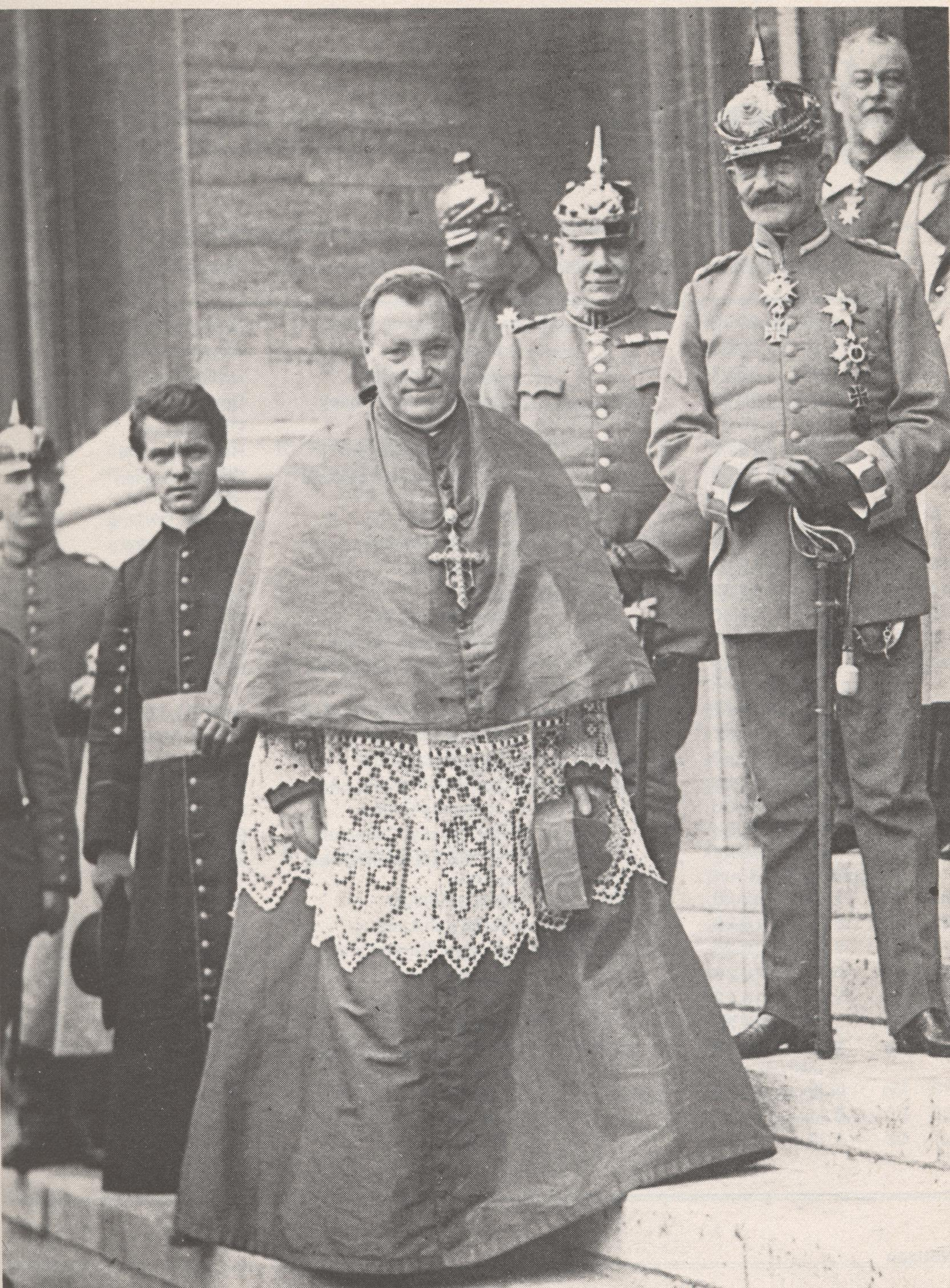
Il prevosto bavarese Cardinale Bettinger in una foto del 1916 davanti alla cattedrale di Bruxelles. Dietro il suo segretario Michael Buchberger, e più a destra il Barone Moritz von Bissing, Governatore generale del Belgio.

Allo scoppio della prima guerra mondiale fu richiamato in servizio attivo come vice comandante del VII Corpo d'Armata, ricoprendo tale incarico dall'agosto al novembre 1914. Dopo la conquista di gran parte del territorio belga, il 28 novembre venne promosso al grado di generaloberst e nominato Governatore generale dei territori occupati del Belgio  succedendo al generalfeldmarschall Colmar von der Goltz. Ricoprì tale carica dal dicembre 1914 fino alla data della sua morte, avvenuta a Trois Fontaines, nei pressi di Bruxelles, il 18 aprile 1917  a causa di una malattia polmonare cronica che lo costrinse ad abbandonare l'incarico ai primi del mese di aprile.  Il suo corpo venne sepolto all'Invalidenfriedhof a Berlino. Nell'incarico di governatore militare gli succedette il generale Ludwig von Falkenhausen.

### Governatore militare del Belgio
Come governatore generale perseguì, su mandato del governo tedesco, la Flamenpolitik durante la quale l'Università di Gand divenne la prima università esclusivamente di lingua olandese. Il cancelliere tedesco Theobald von Bethmann-Hollweg incoraggiò i leader dei nazionalisti fiamminghi a dichiarare l'indipendenza, integrando il loro stato nella sfera di influenza germanica. 
In qualità di governatore militare convocò una apposita commissione per organizzare la divisione in Belgio, e il 21 marzo emise un decreto che separava il paese in due distinte aree amministrative, Fiandre e Vallonia.  Tenendo contro della decisione adottata dai nazionalisti walloni di riconoscere Namur come la città più centrale della regione, fu deciso di installarvi l'amministrazione.

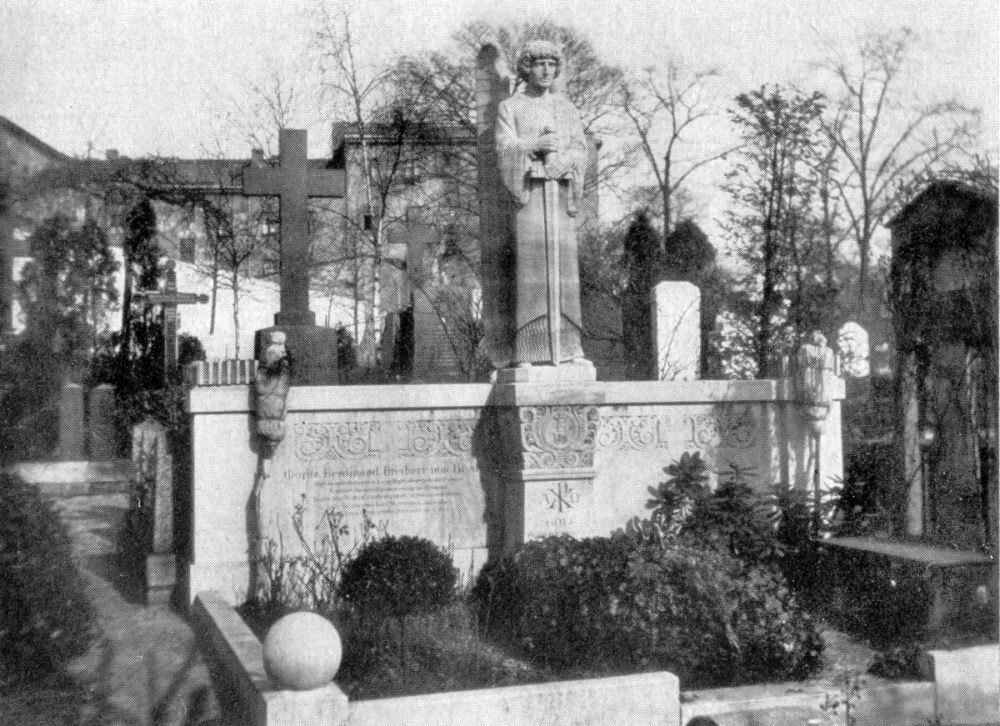
Tomba del generale all'Invalidenfriedhof (andata perduta)

La Vallonia consisteva allora di quattro province del sud del Belgio e di una parte della provincia del Brabante, il distretto di Nivelles, realizzando anche un'altra rivendicazione del movimento vallone, la creazione del Brabante Vallone. La regione fiamminga aveva come capitale Bruxelles, ed era composta da quattro province del nord del Belgio, così come i distretti di Bruxelles e Lovanio. Questo fu il primo tentativo di dividere il Belgio attuato lungo le linee linguistiche. 
Come governatore militare firmò l'esecuzione dell'infermiera inglese Edith Cavell, ma trasformò la condanna a morte della spia Louise de Bettignies in una ai lavori forzati a vita.

## Ascendenza
|                                             |                                            |                                                      | Genitori                                                |  |  | Nonni |  |  | Bisnonni                         |  |  | Trisnonni |  |
|                                             |                                            |                                                      |                                                         |  |  |       |  |  | 8. Friedrich Leopold von Bissing |  |  | …         |  |
|                                             |                                            |                                                      |                                                         |  |  |       |  |  | 8. Friedrich Leopold von Bissing |  |  | …         |  |
|                                             |                                            | …                                                    |                                                         |  |  |       |  |  | 8. Friedrich Leopold von Bissing |  |  |           |  |
| 4. Hans August von Bissing                  |                                            |                                                      |                                                         |  |  |       |  |  | 8. Friedrich Leopold von Bissing |  |  |           |  |
|                                             |                                            | 9. Auguste Karoline Wilhelmine von Hohenthal         | …                                                       |  |  |       |  |  |                                  |  |  |           |  |
|                                             |                                            | 9. Auguste Karoline Wilhelmine von Hohenthal         | …                                                       |  |  |       |  |  |                                  |  |  |           |  |
|                                             |                                            | 9. Auguste Karoline Wilhelmine von Hohenthal         | …                                                       |  |  |       |  |  |                                  |  |  |           |  |
| 2. Moritz von Bissing                       |                                            | 9. Auguste Karoline Wilhelmine von Hohenthal         |                                                         |  |  |       |  |  |                                  |  |  |           |  |
|                                             |                                            | 10. Friedrich Albrecht von Anhalt-Bernburg           | 20. Viktor Friedrich von Anhalt-Bernburg                |  |  |       |  |  |                                  |  |  |           |  |
|                                             |                                            | 10. Friedrich Albrecht von Anhalt-Bernburg           | 20. Viktor Friedrich von Anhalt-Bernburg                |  |  |       |  |  |                                  |  |  |           |  |
|                                             |                                            | 10. Friedrich Albrecht von Anhalt-Bernburg           | 21. Sophie Friederike Albertine von Brandenburg-Schwedt |  |  |       |  |  |                                  |  |  |           |  |
| 5. Auguste von Gröna                        |                                            | 10. Friedrich Albrecht von Anhalt-Bernburg           |                                                         |  |  |       |  |  |                                  |  |  |           |  |
|                                             |                                            | 11. Auguste von Gröna                                | …                                                       |  |  |       |  |  |                                  |  |  |           |  |
|                                             |                                            | 11. Auguste von Gröna                                | …                                                       |  |  |       |  |  |                                  |  |  |           |  |
|                                             |                                            | 11. Auguste von Gröna                                | …                                                       |  |  |       |  |  |                                  |  |  |           |  |
| 1. Moritz Ferdinand von Bissing             |                                            | 11. Auguste von Gröna                                |                                                         |  |  |       |  |  |                                  |  |  |           |  |
|                                             | 12. Karl Reinhard Wilhelm Philipp von Gall | 24. Friedrich Adolf von Gall                         |                                                         |  |  |       |  |  |                                  |  |  |           |  |
|                                             | 12. Karl Reinhard Wilhelm Philipp von Gall | 24. Friedrich Adolf von Gall                         |                                                         |  |  |       |  |  |                                  |  |  |           |  |
|                                             | 12. Karl Reinhard Wilhelm Philipp von Gall | 25. Anna Charlotte Luise von Biedenfeld ad Berghoven |                                                         |  |  |       |  |  |                                  |  |  |           |  |
| 6. Christian Karl Heinrich Wilhelm von Gall | 12. Karl Reinhard Wilhelm Philipp von Gall |                                                      |                                                         |  |  |       |  |  |                                  |  |  |           |  |
|                                             |                                            | 13. Maria Sophia von Kerkering                       | …                                                       |  |  |       |  |  |                                  |  |  |           |  |
|                                             |                                            | 13. Maria Sophia von Kerkering                       | …                                                       |  |  |       |  |  |                                  |  |  |           |  |
|                                             |                                            | 13. Maria Sophia von Kerkering                       | …                                                       |  |  |       |  |  |                                  |  |  |           |  |
| 3. Dorothea von Gall                        |                                            | 13. Maria Sophia von Kerkering                       |                                                         |  |  |       |  |  |                                  |  |  |           |  |
|                                             |                                            | 14. Karl Friedrich Wilhelm von Reibnitz              | 28. Georg Wilhelm von Reibnitz                          |  |  |       |  |  |                                  |  |  |           |  |
|                                             |                                            | 14. Karl Friedrich Wilhelm von Reibnitz              | 28. Georg Wilhelm von Reibnitz                          |  |  |       |  |  |                                  |  |  |           |  |
|                                             |                                            | 14. Karl Friedrich Wilhelm von Reibnitz              | 29. Charlotte Constance von Studnitz                    |  |  |       |  |  |                                  |  |  |           |  |
| 7. Charlotte Dorothea von Reibnitz          |                                            | 14. Karl Friedrich Wilhelm von Reibnitz              |                                                         |  |  |       |  |  |                                  |  |  |           |  |
|                                             |                                            | 15. Helene Charlotte von Czettritz                   | 30. Hans Gottfried von Czettritz                        |  |  |       |  |  |                                  |  |  |           |  |
|                                             |                                            | 15. Helene Charlotte von Czettritz                   | 30. Hans Gottfried von Czettritz                        |  |  |       |  |  |                                  |  |  |           |  |
|                                             |                                            | 15. Helene Charlotte von Czettritz                   | 31. Helene Wilhelmine von Prittwitz und Gaffron         |  |  |       |  |  |                                  |  |  |           |  |
|                                             |                                            | 15. Helene Charlotte von Czettritz                   |                                                         |  |  |       |  |  |                                  |  |  |           |  |

## Pubblicazioni
- Kavallerie in der Vorbewegung, Verfolgung und Aufklärung, in Militär- Wochenblatt No. 10, Seite 279f., Berlin 1902.
- Massen oder Theilführung der Kavallerie, Verlag E. S. Mittler, Berlin, 1900.

### Annotazioni
1. ↑  Nata il 7 agosto 1851 a Zurigo e morta il 10 luglio 1888 a Monaco di Baviera.
2. ↑  Denominazione in lingua tedesca Husaren-Regiment „König Wilhelm I.“ (1. Rheinisches) Nr. 7.

### Fonti
1. 1 2 3 4 5 6 7 8  Tucker, Roberts 2005, p. 208.
2. 1 2  Williamson, MacGregor, Bernstein 1994, p. 249.
3. 1 2  Zuckerman 2004, p. 93.
4. ↑  Tucker, Roberts 2005, p. 192.
5. ↑  Hull 2013, p. 219.
6. ↑  "J’ai constitué une commission qui doit préparer la division de l’ancien royaume de Belgique en une partie flamande et une partie wallonne", in Les Archives du Conseil de Flandre, Ligue Nationale pour l’unité Belge, 1929.
7. 1 2 3 4 5 6 7 8 9 10 11 12 13 14 15 16 17 18 19 20  Kriegsministerium 1914, p. 354.